# 휘경중학교
휘경중학교(徽慶中學校)는 대한민국 서울특별시 동대문구 휘경동에 있는 공립 중학교이다.

## 학교 연혁
- 1969년 11월 11일 : 휘경중학교 설립인가
- 1970년 3월 1일 : 초대 김흥수 교장 취임
- 1970년 3월 3일 : 개교 및 입학식
- 2019년 9월 1일 : 제18대 이정근 교장 취임
- 2023년 2월 3일 : 제51회 졸업식(졸업생 105명, 총 졸업생 29,871명)
- 2023년 3월 2일 : 2023학년도 입학식(4학급) 90명 입학

## 참고 자료
- 휘경중학교 - 한국교육학술정보원 학교알리미